# Игор Ивановић (фудбалер, 1997)
Игор Ивановић (Јагодина, 28. јула 1997) српски је фудбалер, који тренутно наступа за Шахтјор из Салигорска.

## Трофеји и награде

### Клупски
Шахтјор Салигорск
- Премијер лига Белорусије : 2020.[8]